# Thomas Herschmiller
Thomas Herschmiller, född den 6 april 1978 i Comox i Kanada, är en kanadensisk roddare.
Han tog OS-silver i fyra utan styrman i samband med de olympiska roddtävlingarna 2004 i Aten.